# Rosa Stallbaumer
Rosa Stallbaumer (rozená Hoffman) (30. listopadu 1897 Sillian - 23. listopadu 1942 Koncentrační tábor Osvětim) byla členkou rakouského odboje během druhé světové války. Její jméno je jedním ze 124 jmen žen a mužů z rakouského Tyrolska, zapsaných na pomníku osvobození na Eduard-Wallnöfer-Platzi v Innsbrucku pro uznání její účasti v rakouském odboji proti národnímu socialismu a její smrti v koncentračním táboře Osvětim, kde byla uvězněna za trest, že pomáhala pronasledovaným Židům uprchnout do Itálie.

## Život před anšlusem Rakouska
Narodila se 30. listopadu 1897 v Tyrolském Sillian-Ahrnbachu v Rakousko-Uhersku jako Rosa Hoffmanová, byla manželkou člena rakouského odboje Antona Stallbaumera (1888-1962), který se před válkou živil přepravou různého zboží.

## Anšlus a druhá světová válka
Po připojení Rakouska nacistickým Německem 12. března 1938 (známé také jako Anšlus Rakouska) se Rosa Stallbaumerová a její manžel aktivně zapojili do rakouského hnutí odporu, ukrývali židy, kteří se stali terčem nacistické perzekuce během holocaustu a pomáhali jim také při útěku z Vídně do Itálie přes rakouské Východní Tyrolsko.
Když ji v roce 1942 sympatizanti nacistů nahlásili místním úřadům, stala se spolu s manželem terčem gestapa. Po zatčení jejího manžela a několika dalších členů jejich odbojové buňky byla krátce nato vzata do vazby i Rosa. Stallbaumerovi byli spolu s dalšími čtyřmi členy své odbojové jednotky 26. června 1942 odsouzeni a posláni do nacistického koncentračního tábora v Dachau. Podle záznamů z Dachau dorazil Anton Stallbaumer do koncentračního tábora 10. října 1942, byl označen jako "Schutzhäftling" a bylo mu přiděleno vězeňské číslo "289406". Termín "Schutzhäftling", v překladu zhruba "vězeň z ochranné vazby", byl eufemismem, který nacisté používali k označení politických vězňů nebo jiných osob, které považovali za hrozbu pro Třetí říši (mnozí z nich byli zadržováni bez soudu). Tyto záznamy také dokládaly, že Anton Stallbaumer měl v době svého zadržení gestapem bydliště v rakouském Sillianu a byl tamním rodákem, který se v této obci narodil 18. května 1888.
Jejich dvě dcery ve věku 9 a 14 let, které již prožily trauma ze ztráty rodičů, byly násilně odděleny a poslány do různých nacistických převýchovných táborů. Nacistické úřady pak poslaly Rosu Stallbaumerovou do koncentračního tábora Třetí říše v Osvětimi, čímž bylo zajištěno, že ona a její manžel zůstanou po celou dobu věznění odděleni. On dlouhé a náročné věznění přežil a nakonec byl 14. prosince 1943 z Dachau propuštěn ona však nikoli.
Rosa Stallbaumerová zemřela v Osvětimi 23. listopadu 1942. Ačkoli nacistické úřady jejího manžela o její smrti informovaly, neposkytly žádné podrobnosti o okolnostech její smrti.

## Pozůstalá rodina
Dcery Rosy a Antona Stallbaumerových byly nakonec propuštěny z oddělených převýchovných táborů, přičemž nejmladší z nich byla svěřena do péče slovinského sedláka (podle pozdějšího vyjádření její starší sestry Anny-Luise). Poté byly vráceny do péče svého otce, kterému byl po propuštění z Dachau v prosinci 1943 povolen návrat do Rakouska poté, co si odpykal svůj trest a zaplatil pokuty s ním spojené.
Teprve po shledání s otcem se dozvěděli o matčině smrti v Osvětimi. V rámci snahy o obnovu rodiny se Anton Stallbaumer údajně znovu oženil. Svou první manželku Rosu (Hoffmanovou) Stallbaumerovou přežil o dvě desetiletí a zemřel 20. října 1962 v rakouském Sillianu.
Podle spisovatelky Gisely Hormayr, autorky knihy Wenn ich wenigstens von euch Abschied nehmen könnte ("Kdybych se s tebou mohla alespoň rozloučit") z roku 2017, když Luise (Stallbaumerová) Reiderová přemýšlela o svém životě, poznamenala, že poslední vzpomínky, které měla na své rodiče, byly na otcovo zatčení gestapem v květnu 1942 a na čas strávený s matkou o dva dny později na oslavě Dne matek.